# Ferdinand Bader
 (août 2022).
Si vous disposez d'ouvrages ou d'articles de référence ou si vous connaissez des sites web de qualité traitant du thème abordé ici, merci de compléter l'article en donnant les références utiles à sa vérifiabilité et en les liant à la section « Notes et références ».
Pour les articles homonymes, voir Bader.
Ferdinand Bader, né le 21 mai 1981 à Freising, est un sauteur à ski allemand.

## Biographie
Bader, membre du club de ski d'Auerbach, il prend part à la Coupe continentale pour la première fois en 2001. Un an plus tard, à Iron Mountain, il monte sur son premier podium dans cette compétition.
En 2003, il fait ses débuts dans l'élite du saut au Grand Prix d'été, puis en janvier 2004 dans la Coupe du monde à Liberec (22e et premiers points).
Lors de la saison 2004-2005, il peine à obtenir des résultats significatifs du fait d'un changement de règle concernant le poids des sauteurs, Bader étant un poids léger. En février 2005 en dépit de cela et grâce aux conditions venteuses à Sapporo, il obtient son meilleur résultat dans la Coupe du monde avec une cinquième place.
En 2006, après un hiver sans succès, il annonce la fin de sa carrière sportive, à cause notamment de sa baisse d'enthousiasme pour le sport.

## Palmarès

### Coupe du monde
- Meilleur classement général : 50e en 2005.
- Meilleur résultat individuel : 5e.

#### Classements généraux
| Compet'/Année | Compet'/Année | Classement général | Classement général |
| ------------- | ------------- | ------------------ | ------------------ |
| Compet'/Année | Compet'/Année | Class.             | Points             |
| 2004          | 2004          | 67e                | 9                  |
| 2005          | 2005          | 50e                | 48                 |

### Coupe continentale
- 12 podiums individuels, dont 3 victoires.